# Leptodactylus oreomantis
Espèce
Leptodactylus oreomantis est une espèce d'amphibiens de la famille des Leptodactylidae.

## Répartition
Cette espèce est endémique du parc national de la Chapada Diamantina dans l'État de Bahia au Brésil. Elle se rencontre dans les municipalités de Rio de Contas, de Piatã, de Mucugê et d'Ibicoara.

## Publication originale
- Carvalho, Leite & Pezzuti, 2013 : A new species of Leptodactylus Fitzinger (Anura, Leptodactylidae, Leptodactylinae) from montane rock fields of the Chapada Diamantina, northeastern Brazil. Zootaxa, no 3701, p. 349–364.